# Tiger Hillarp Persson
Pour les articles homonymes, voir Persson.
Tiger Hillarp Persson (né le 28 octobre 1970 est un grand maître suédois du jeu d'échecs.

## Palmarès
Persson a remporté les tournois de Gentofte (VISA Nordic Grand Prix, devant Sune Berg Hansen, Simen Agdestein, Einar Gausel, Helgi Grétarsson, Heikki Westerinen et d'autres), d'York en 1999, de Jersey en 2000, et de Guernsey en 2001. Il finit deuxième au championnat nordique à Vammala en Finlande en 2005. En 2008, il remporte le tournoi Sigeman & Co dans sa ville de Malmö avec 7,5 points. Il a remporté le championnat de Suède à deux reprises, en 2007 et en 2008.
Il a remporté trois fois (en 1998, 1999 et 2015) la coupe Politiken organisée lors du festival d'échecs de Copenhague.

## Parties remarquables
- Tiger Hillarp Persson - Judit Polgar, 2003, 1-0
- Eduardas Rozentalis - Tiger Hillarp Persson, 12e tournoi Sigeman & Co 2004, 0-1
- Vladimir Petkov - Tiger Hillarp Persson, 37e Olympiade, 2006, 0-1